# Smaktillsats

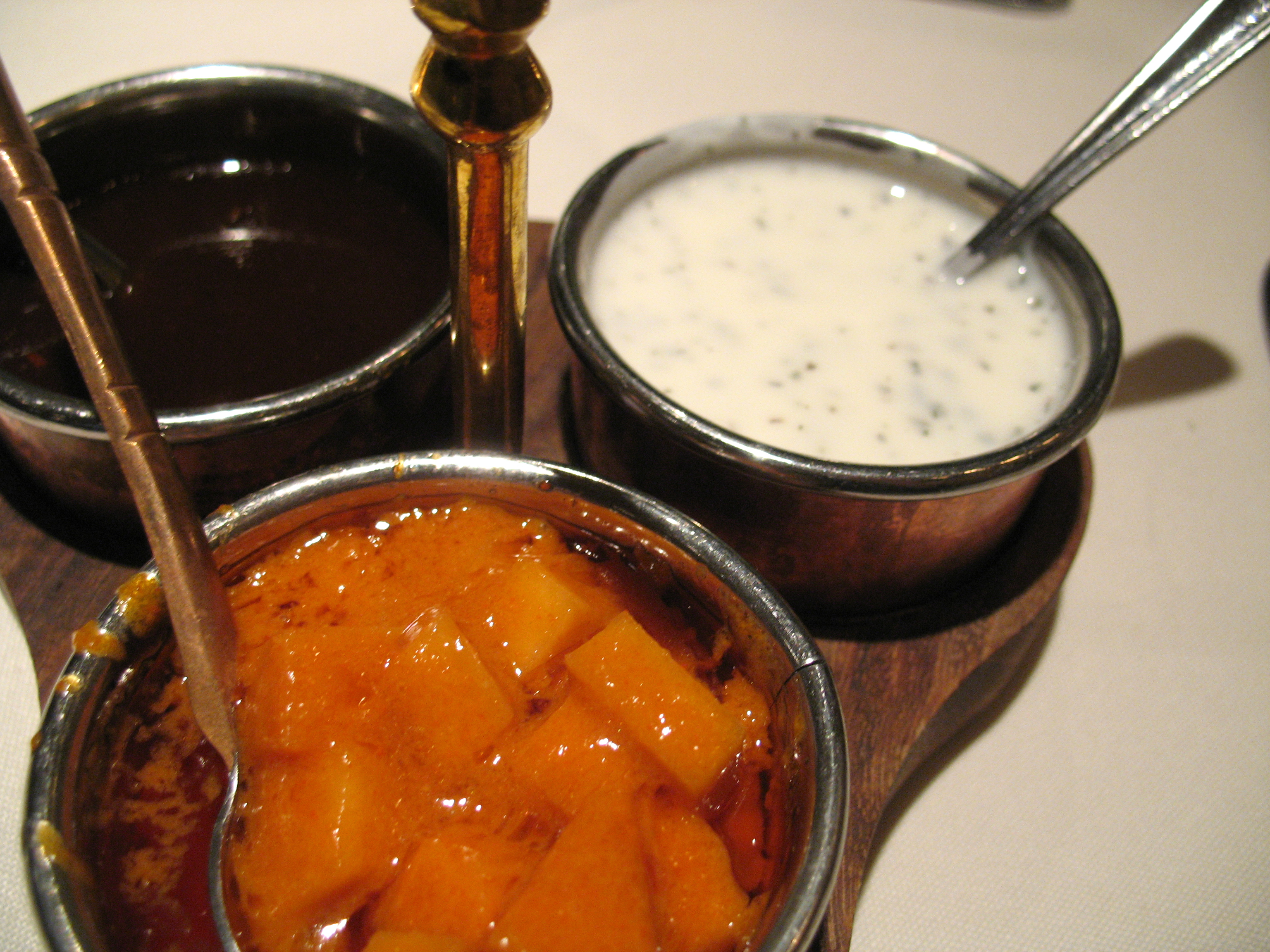
Chutneys

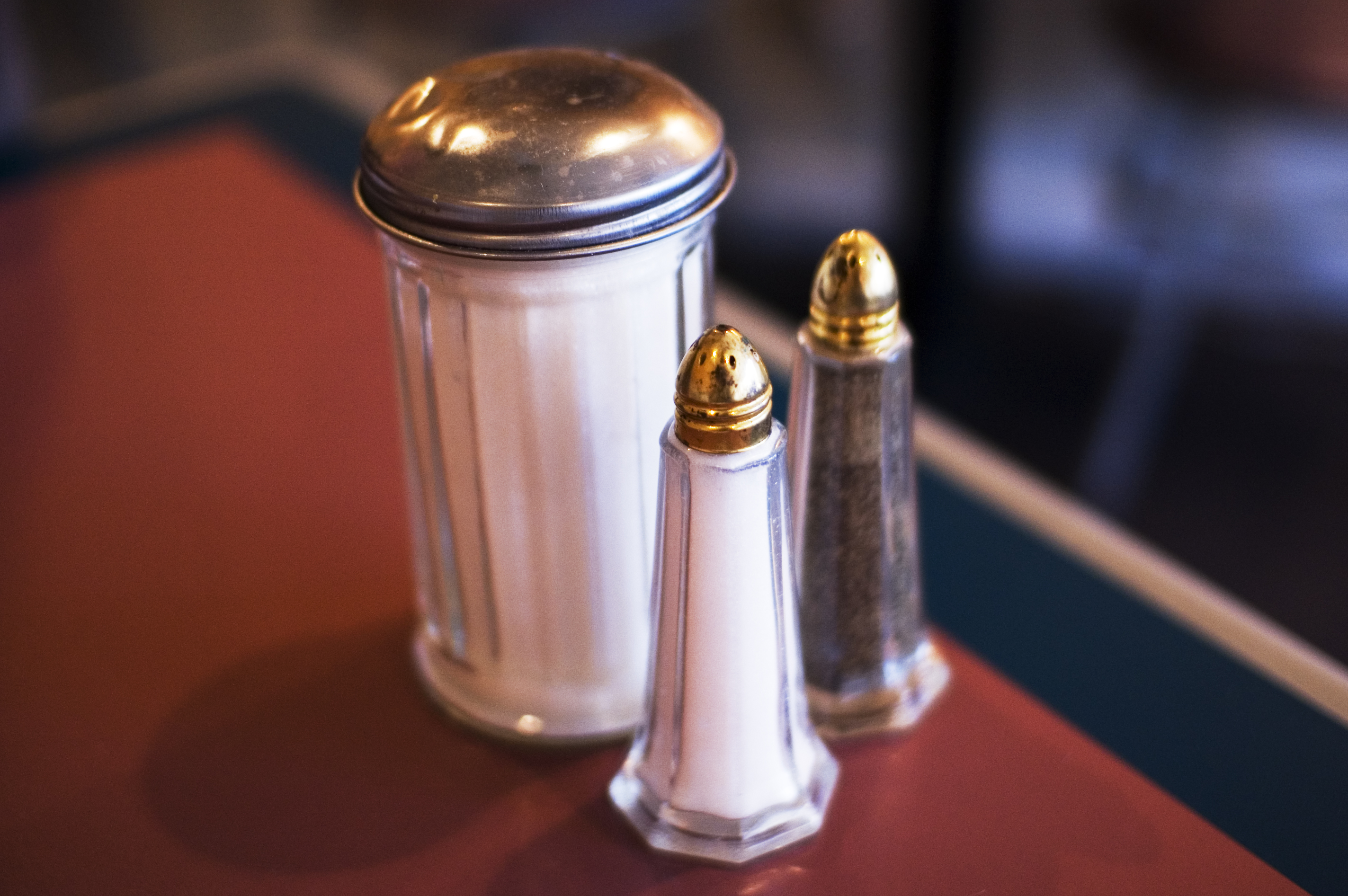
Salt, socker och peppar.

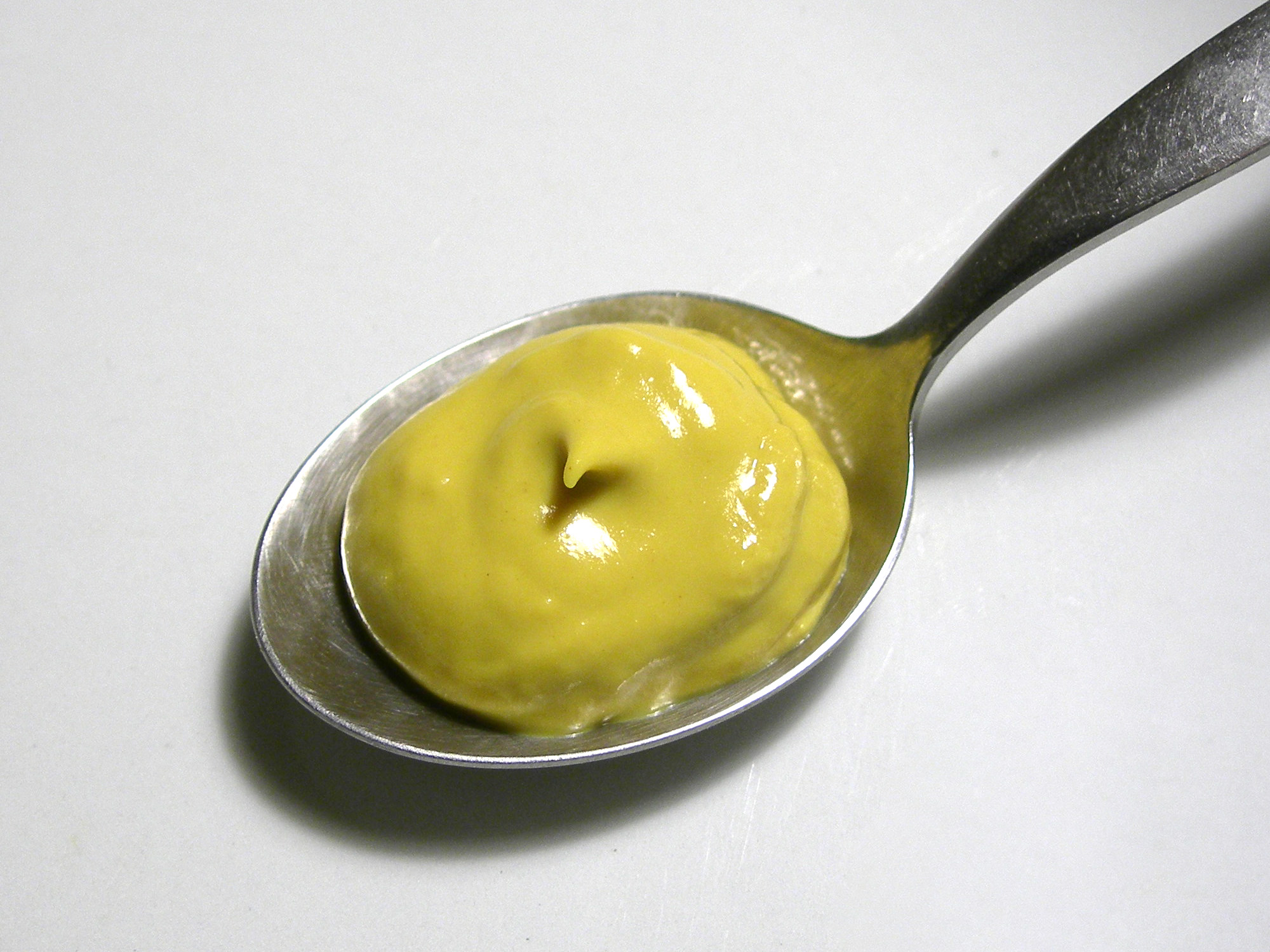
Senap är en typisk smaktillsats i det västerländska köket.

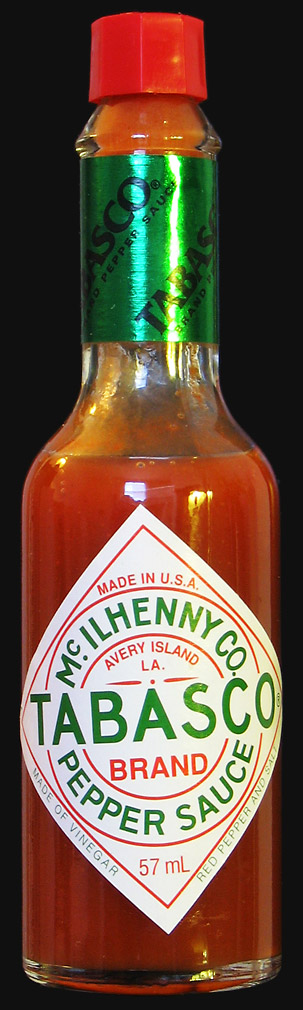
Tabasco

Smaktillsatser eller kondiment, är smakliga tillbehör som används för att förstärka, förbättra och komplettera smakerna i en maträtt. Smaktillsatser kan finnas i form av pulver eller som såser och hälls, sprutas eller breds på annan mat. Smaktillsatserna är paketerade på olika sätt beroende på förbrukningsställe. Ketchup till exempel finns ofta i glas- eller plastflaskor, men kan på snabbmatsrestauranger eller ombord på flygplan också fås i en liten enportions plastförpackning.
Smakförstärkare är smaktillsatser som används industriellt i matindustrin.

## Exempel på vanliga smaktillsatser
- Bacon, ofta tärnat
- Grillsås
- Bearnaisesås
- Belacan
- Örtsmör
- Brunsås
- Chutney
- Fisksås
- Dippsås
- Harissa
- Pepparrotsås
- Starka såser som chilisås och tabascosås
- Ketchup och tomatsås
- Saft av lime och citron
- Majonnäs
- Saltgurka
- Natriumglutamat
- Senap
- Svartpeppar och vitpeppar
- Raita, indisk yoghurtbaserad sås
- Ajvar relish
- Remouladsås
- Räksallad
- Salsa
- Salt
- Sambal
- Sauerkraut
- Sojasås
- Steksåser som A1, Heinz 57 och HP Sauce
- Sötsur sås
- Sweet chili sauce
- Tajín
- Tartarsås
- Trassi
- Tzatziki
- Wasabi
- Worcestershiresås